# Festival international du film fantastique de Neuchâtel 2006
 (août 2023).
Si vous disposez d'ouvrages ou d'articles de référence ou si vous connaissez des sites web de qualité traitant du thème abordé ici, merci de compléter l'article en donnant les références utiles à sa vérifiabilité et en les liant à la section « Notes et références ».
La 6e édition du Festival international du film fantastique de Neuchâtel s'est tenue du mardi 4 ou dimanche 9 juillet 2006 et a accueilli environ 12 000 spectateurs sur 74 séances.
Pour cette édition le festival a mis à l'honneur les super-héros en proposant une rétrospective intitulée Let's save the World et une conférence sur le sujet. Un hommage est rendu à George Romero avec la projection des trois premiers volets de sa série sur les morts-vivants.
Lieux : Apollo 1, Apollo 2, Apollo 3

## Jurys et invités

### Le jury international
- George Romero, réalisateur ( États-Unis)
- John Landis, réalisateur ( États-Unis)
- Christopher Priest, écrivain ( Royaume-Uni)
- Michael Sauter, scénariste ( Suisse)

### Jury Méliès
- Dominique Othenin-Girard, réalisateur ( Suisse)
- Hans-Juerg Zinsli, réalisateur ( Suisse)
- Xavier Ruiz, réalisateur et producteur ( Suisse)

### Invités
- Anders Banke, réalisateur ( Suède)
- Eva Röse, actrice ( Suède)
- Andrew Parkinson, réalisateur ( Royaume-Uni)
- David Moreau / Xavier Palud, réalisateurs ( France)

## Sélection

### Longs métrages

#### International competition
- Adam's Apples (Adams Æbler) d'Anders Thomas Jensen
- Norway of Life (Den brysomme mannen) de Jens Lien
- First on the Moon (Pervye na Lune) d'Aleksey Fedortschenko
- Tale of Vampires (Frostbiten) d'Anders Banke
- La colline a des yeux (The Hills Have Eyes) d'Alexandre Aja
- Ils de Xavier Gens
- Johanna de Kornél Mundruczó
- Storm de Måns Mårlind et Bjorn Stein
- Venus Drowning d'Andrew Parkinson
- Mayonaka no Yaji-san Kita-san de Kankurō Kudō

#### New cinema from Asia
- Chai-Lai: Espionnes de charme (Chai lai, 2006) de Poj Arnon ( Thaïlande)
- Duelist (Hyeongsa , 2005) de Lee Myeong-se ( Corée du Sud)
- The Echo (Sigaw , 2004) de Yam Laranas ( Philippines)
- The Glamorous Life of Sachiko Hanai (Hatsujô kateikyôshi: Sensei no aijiru, 2003) de Mitsuru Meike ( Japon)
- La Guerre des Yokai (Yôkai daisensô, 2005) de Takashi Miike ( Japon)
- The Innocent Seven (Shichinin no tomurai, 2005) de Dankan ( Japon)
- Loft (Rofuto , 2005) de Kiyoshi Kurosawa ( Japon,  Corée du Sud)
- The Red Shoes (Bunhongsin , 2005) de Kim Yong-Kyun ( Corée du Sud)
- SPL (SPL : Sha po lang, 2005) de Wilson Yip ( Hong Kong)
- Vampire Cop Ricky (Heubhyeol hyeongsa na do-yeol, 2006) de Si-Myung Lee ( Corée du Sud)

#### Cérémonies
- Tideland (2005) de Terry Gilliam ( Canada) (Ouverture)
- Stay (2005) de Marc Forster ( États-Unis) (Clôture)

#### Midnight Screening
- Horribilis (Slither, 2006) de James Gunn ( Canada,  États-Unis)

#### Masters of Horror
- La Fin absolue du monde (Cigarette Burns, 2005) de John Carpenter
- La belle est la bête (Deer Woman, 2005) de John Landis
- Vote ou crève (Homecoming, 2005) de John Landis

#### Let's save the world
- How Super Bunny Won the War Collecitf (Compilation de courts-métrages) ( États-Unis)
- Maciste aux enfers (Maciste all'inferno, 1925) de Guido Brignone ( Italie)
- Captain Marvel (Adventures of Captain Marvel, 1944) de John English et William Witney ( États-Unis)
- Judex (1916) de Louis Feuillade ( France)
- Superman contre les femmes vampires (Santo vs. las mujeres vampiro, 1962) de Alfonso Corona Blake et Manuel San Fernando () Mexique)
- The Deathless Devil (Yilmayan seytan, 1973) de Yilmaz Atadeniz ( Turquie)
- Killing in Istanbul (Kilink Istanbul'da, 1967) de Yilmaz Atadeniz ( Turquie)
- Super Inframan (Zhong guo chao ren, 1975) de Hua Shan ( Japon)
- Darna (1991) de Joel Lamangan ( Philippines)
- Rat Pfink a Boo Boo (1966) de Ray Dennis Steckler ( États-Unis)
- Abar, the First Black Superman (1977) de Frank Packard ( États-Unis)
- Kekkô Kamen (2004) de Takafumi Nagamine ( Japon)

#### Tribute to George A. Romero
- La Nuit des morts-vivants (Night of the Living Dead, 1968) de George Romero ( États-Unis)
- Zombie (Dawn of the Dead, 1978) de George Romero ( États-Unis)
- Le Jour des morts-vivants (Day of the Dead, 1985) de George Romero ( États-Unis)

### Courts-métrages

#### Swiss Shorts
- Une nuit blanche de Maja Gehrig
- Washing Day de Stefan Brunner
- Petites mutations de Hermann Wetter
- Banquise  de Cédric Louis et Claude Barras
- Nouvel Ordre de Jean-Daniel Schneider, Gregory Bindschedler et Ausonio Tavares de Souza
- Herr Iseli  de Evelyn Trutmann, Carla Hitz et Madina Beck
- Coupé court de Hugo Veludo
- Cevapcici de Jonas Meier
- Angry Snowman & 3 mini splatters de Gian Reto Mayer et Ivan Pavan
- O de Garance Finger

#### Made in Neuchâtel
- Peur bleue d'Ivry Braun  Suisse
- Le naufragé d'Olivier Beguin  Suisse

#### European Shorts
- Dilemma de Boris Paval Conen ( Pays-Bas)

## Événements spéciaux

### Let's save the world
- Des super héros d'encre et de papier, 1938-1945 (Conférence)

#### Invités
- Gianni Haver, sociologue
- Michael Meyer, sociologue

### Imaging the Future
- L'homme va-t-il bientôt transcender les limites biologiques de sa vieille condition humaine ? (En collaboration avec la Maison d'Ailleurs)

#### Invités
- Bruno della Chiesa, Brain Project
- Sally Jane Norman, directrice Curelab
- Daniela Cerqui, sociologue
- Suzanne Chappaz, ethnologue
- David Spring, journaliste
- Jean-Claude Josset, Space X
- Michel Guinand, Fondation suisse pour les téléthèses
- Jill Scott, Artists-in-Labs
- Warren Mathy, Weta FX Senior Designer
- Georges Kotroutsios, CSEM Head of Market

### Le fantastique: perspectives d'avenir pour le cinéma suisse?
- Du court au long métrage : le fantastique comme inspiration et approche de carrière
- Le fantastique dans la politique culturelle et l'industrie cinématographique : regards croisés

#### Invités
- Nicolas Bideau, chef de la section cinéma de l'OFC
- Xavier Ruiz, réalisateur et producteur
- Stéphane Bianchi, 6clopes Production
- Michael Steiner, réalisateur
- Michael Sauter, réalisateur
- Markus Fischer, réalisateur
- Valentin Hitz, réalisateur
- Ivan Engler, réalisateur
- Thomas Krempke, Swisseffects
- Dominique Othenin-Girard, réalisateur
- Nicolas Dufour, journaliste

## Palmarès
| Prix                                                                      | Attribué à                                       | Pays                |
| ------------------------------------------------------------------------- | ------------------------------------------------ | ------------------- |
| Prix H. R. Giger Narcisse du meilleur film                                | Norway of Life (The Bothersome Man) de Jens Lien | Norvège             |
| Prix TSR du public                                                        | Adam's Apples de Anders Thomas Jensen,           | Danemark, Allemagne |
| Prix de la Jeunesse Denis-de-Rougemont                                    | Adam's Apples de Anders Thomas Jensen,           | Danemark, Allemagne |
| SSA/Suissimage Prix H. R. Giger Narcisse du meilleur court métrage suisse | Une nuit blanche de Maja Gehrig                  | Suisse              |
| Méliès d'argent du meilleur long métrage européen                         | Norway of Life (The Bothersome Man) de Jens Lien | Norvège             |
| Nomination pour le Méliès d'Or du meilleur court-métrage européen         | Dilemma de Boris Paval                           | Pays-Bas            |
| Prix Mad Movies du meilleur film Asiatique                                | SPL : Sha po lang de Wilson Yip                  | Hong Kong           |